# 노지마 사쿠라
노지마 사쿠라(일본어: 野島 咲良, 1999년 4월 25일 ~ )는 일본의 여자 축구 선수이다.

## 구단 경력
2012년 나데시코 리그의 세레소 오사카 사카이에 입단하였다. 2021년 WE리그의 노지마 스텔라 가나가와 사가미하라로 이적했다.

## 국가대표팀 경력
그녀는 2016년 FIFA U-17 여자 월드컵에 참가할 일본 U-17 국가대표팀에 발탁되었으며, 3경기에 출전, 3득점을 기록했으며 준우승에 기여했다.